# Vinerea Trăsnită (film din 2018)
Freaky Friday este un film muzical de televiziune care a avut premiera pe 19 octombrie 2018 la Disney Channel. Filmul este bazat pe cartea Freaky Friday de Mary Rodgers. Starurile filmului sunt Cozi Zuehlsdorff și Heidi Blickenstaff.

## Poveste
O poveste muzicala contemporana readaptata dupa celebra comedie Vinerea Ciudata, noua productie Disney Channel le prezinta pe adolescenta Ellie Blake si pe mama ei Katherine. Acestea sparg din greseala clepsidra primita de Elli de la tatal sau si constata ca au reusit sa faca schimb de corpuri în mod magic. Acum Ellie si Katherine trebuie sa faca schimb de locuri la serviciu, la scoala si mai ales într-o zi cu adevarat … nebuna.

## Distribuție
- Cozi Zuehlsdorff ca Ellie
- Heidi Blickenstaff ca Katherine
- Jason Maibaum ca Fletcher
- Alex Deșert ca Mike
- Ricky El ca Adam
- Kahyun Kim ca Torrey Min
- Dara Renee ca Savannah
- Isaia Lehtinen ca Karl
- Jennifer LaPorte ca Monica
- Sarah Willey ca Kitty

## Producție
Filmul este bazat pe romanul Freaky Friday de Mary Rodgers, și Disney adaptarea la scenă a romanului. Heidi Blickenstaff reia rolul ei ca mama, Katherine Blake, de la stadiul de versiune, și Cozi Zuehlsdorff o joacă pe fiica, Ellie Blake. Steve Carr servește ca regizor și producător executiv, Bridget Tâmplar servește ca scenarist, Tom Kitt și Brian Yorkey sunt compozitori, Susan Cartsonis și Thomas Schumacher sunt producători executivi, iar John Carrafa servește în calitate de coregraf. Filmul va avea premiera pe 19 octombrie de la ora 18:00 la Disney Channel.